# Кастел ди Лучо
Кастѐл ди Лу̀чо (на италиански: Castel di Lucio; на сицилиански: Castiddruzzu, Кастидруцу, до 1863 г. Castelluzzo, Кастелуцо) е село и община в Южна Италия, провинция Месина, автономен регион и остров Сицилия. Разположено е на 753 m надморска височина. Населението на общината е 1371 души (към 2011 г.).